# Transaktionsbank
Eine Transaktionsbank führt Wertpapierdienstleistungen aus. Dabei stellt die Transaktionsbank Kreditinstituten Wertpapierabwicklungssysteme zur Verfügung, die es diesen ermöglichen, Wertpapierabrechnungen, Kapitalmaßnahmen, Zins- und Dividendenerträge sowie Fälligkeiten kostengünstig und schnell abzuwickeln; dabei umfasst das Geschäft z. T. auch das Wertpapierdepotgeschäft der Depotbanken. Unterschiede bei den Transaktionsbanken gibt es im Umfang der angebotenen Dienstleistungen sowie in der Ausrichtung als Retail-Abwickler von Privatkundengeschäft oder als Wholesale-Abwickler im Großkundengeschäft. Manche Transaktionsbanken bieten ihren Kunden individuelle Lösungen im Backofficebereich an, indem Backoffice-Service-Center den kompletten Bereich übernehmen und sich das Kreditinstitut auf die Beratung beschränken kann.

## Transaktionsbanken in Deutschland
In Deutschland  findet im Transaktionsbankensegment ein Konzentrationsprozess statt, der zurzeit noch nicht abgeschlossen ist. Verbleibende Akteure sind u. a.:
- Dwpbank (RSGV, WLSGV, DZ Bank, WGZ Bank, Helaba, BayernLB, HSH Nordbank)
  - Enthält ehemalige TxB Transaktionsbank (am 8. März 2007 aufgekauft; Verschmelzung am 1. Januar 2008 zur dwpbank)
    - Enthält ehemalige LB Transaktionsbank (gegründet am 1. Juli 2002, fusioniert zur TxB am 1. Oktober 2004)
    - Enthält ehemalige Plus Bank (gegründet am 1. Juli 2002, fusioniert zur TxB am 1. Oktober 2004)

  - Enthält ehemalige bws bank (Bank für Wertpapierservice und -systeme, Frankfurt; fusioniert am 4. August 2003 zur dwpbank)
  - Enthält ehemalige WPS Bank (WPS WertpapierService Bank, Düsseldorf; fusioniert am 4. August 2003 zur dwpbank)
- Xchanging Transaction Bank (vormals european transaction bank (etb)), ursprünglich eine Deutsche-Bank-Tochter; 2013 übernahm die Deutsche Bank erneut den 51-%-Anteil, der 2004 an den britischen Serviceleister Xchanging veräußert wurde, es erfolgte eine Namensänderung in DB Investment Services GmbH
- Commerzbank TransAction Banking (Commerzbank)
- LBBW (Migration der Kunden zur dwpbank bis 2014 geplant[1])
- CACEIS Bank Deutschland GmbH, ehemals Fimaseba Financial Markets Service Bank
- HSBC Transaction Services (HSBC Trinkaus & Burkhardt AG)
- Cortal Consors (BNP Paribas)
- Avaloq Sourcing
  - Besteht ursprünglich aus dem Geschäftsbereich Business Process Outsourcing der Quirin Bank (ehemals CCB Bank)
  - Enthält die ehemalige LB Business Support, früher Setis-Bank Leipzig (aufgelöst zum 31. Dezember 2004, ehemals Sachsen LB)
- Transactio / Transactio Mainfranken (Tochtergesellschaften der Sparkasse Nürnberg und der Sparkasse Mainfranken Würzburg)

## Transaktionsbanken in der Schweiz
Ein geplantes Schweizer Gemeinschaftswerk, die Wertschriften-Transaktionsbank, scheiterte im Jahr 2000 an den unterschiedlichen Meinungen der Grossbanken. Danach kam es zwischen einzelnen Banken zu Kooperationen um Kosten zu drücken. Seit Ende 2006 präsentieren sich zwei Schweizer Institute als Transaktionsbanken:
- InCore Bank
- Vontobel

## Umsatz und Transaktionszahlen
|                                          | Verwaltete Wertpapierdepots 31. Dezember 2005 in Mio. | Transaktionen in Mio. | Verwaltete Wertpapierdepots 31. Dezember 2007 in Mio. | Transaktionen in Mio. |
| ---------------------------------------- | ----------------------------------------------------- | --------------------- | ----------------------------------------------------- | --------------------- |
| dwpbank inkl. Dresdner Bank und Postbank | 8,558                                                 | 50,01                 | 8,558                                                 | 50,01                 |
| DB Investment Services GmbH              | 3,400                                                 | 33,90                 | 3,400                                                 | 29,00                 |
| Commerzbank TransAction Banking          | 1,808                                                 | 27,00                 | 1,800                                                 | 24,11                 |
| LBBW                                     | 0,885                                                 | 15,33                 | 0,812                                                 | 3,13                  |
| CACEIS Deutschland                       | 0,75                                                  | 6,20                  | 0,750                                                 | 19,15                 |
| HSBC Transaction Services                | 0,665                                                 | 5,09                  | 1,400                                                 | 44,46                 |
| CortalConsors                            | 0,457                                                 | 2,31                  | 0,622                                                 | 7,77                  |
| CCB Bank                                 | 0,001                                                 | 0,16                  |                                                       |                       |
| biw bank                                 |                                                       |                       | 0,045                                                 |                       |